# Артемьев, Павел Артемьевич (военачальник)
Па́вел Арте́мьевич Арте́мьев (17 [29] декабря 1897, деревня Лисичкино, Старорусский уезд, Новгородская губерния, Российская империя — 19 марта 1979, Москва, СССР) — советский военачальник, генерал-полковник (1942). Командовал битвой за Москву во время Великой Отечественной войны.

## Биография
Родился в деревне Лисичкино Старорусского уезда Новгородской губернии, ныне в составе Поддорского района Новгородской области в семье крестьянина. Русский. Окончил трёхклассное земское училище и 1 класс средней школы. Из-за крайней бедности семьи уже с 11 лет, с 1908 года, работал сапожником, чернорабочим, шпаклёвщиком, санитаром.
В 1915 году призван в Русскую императорскую армию. Участник Первой мировой войны, рядовой. Во время октябрьских событий 1917 года вступил в Красную гвардию. В РККА с 1918 года. Участник Гражданской войны. Будучи минёром-подрывником и политруком роты отдельного инженерного батальона 1-й стрелковой дивизии воевал на Северном и Южном фронтах.
С июля 1921 года — в войсках внутренней службы Республики: секретарь партийной ячейки, военком батальона, военком Екатеринославского конвойного полка. С 1923 года служил во внутренних и пограничных войсках ОГПУ/НКВД СССР — военком школы младшего начсостава, военком 91-го дивизиона конвойной стражи, военком 1-го Харьковского конвойного полка, заместитель военкома повторных курсов при ГПУ СССР.
Военное образование получил в Высшей пограничной школе ОГПУ (окончил в 1925 году). С 1925 года служил в пограничной охране ОГПУ: помощник по политической части 21-го Ямпольского пограничного отряда, с 1926 — комендант пограничного участка 22-го Волочиского пограничного отряда, с 1929 года — комендант пограничного участка 20-го Славутского пограничного отряда. С 1931 года служил во Внутренних войсках — командир 23-го стрелкового, 56-го железнодорожного и 4-го Украинского мотомеханизированного и 1-го Белорусского мотомеханизированного полков ОГПУ  — НКВД.
Окончил Военную академию РККА имени М. В. Фрунзе в 1938 году. С февраля 1938 года — начальник Ново-Петергофского военно-политического училища войск НКВД имени К. Е. Ворошилова. С августа 1938 года — командир Отдельной мотострелковой дивизии особого назначения имени Ф. Э. Дзержинского. В должности командира Отряда особого назначения этой дивизии принимал участие в Советско-финской войне 1939—1940 в феврале-марте 1940 года.
C 26 февраля 1941 года — начальник Управления оперативных войск НКВД СССР.
С началом Великой Отечественной войны 30 июня 1941 года назначен командующим войсками Московского военного округа. В приказе ГКО от 19 октября 1941 «на начальника гарнизона г. Москвы генерал-лейтенанта т. Артемьева возложена оборона Москвы на её подступах». Одновременно с 18 по 30 июля 1941 года командовал фронтом Можайской линии обороны, а с 12 октября 1941 года по 15 октября 1943 года был командующим Московской зоны обороны. В оперативные задачи Артемьева входило: строительство оборонительных рубежей на ближайших подступах к столице, подготовка резервных соединений для отправки на фронт, проведение мероприятий по укреплению тыла в Москве. Командовал парадом на Красной площади 7 ноября 1941 года, а в 1945 году на него была возложена организация и общее руководство Парадом Победы. После окончания войны до 1947 года оставался на должности командующего войсками Московского военного округа.
С июня 1947 года находился в распоряжении Министра Вооружённых Сил СССР, затем направлен на учёбу. В 1949 году окончил высшие академические курсы при Высшей военной академии имени К. Е. Ворошилова.
С мая 1949 года по июнь 1953 года — вновь командующий войсками Московского военного округа.
П. А. Артемьев, будучи выходцем из органов НКВД СССР, считался человеком Л. П. Берии, и, разумеется не мог оставаться на таком ключевом посту, как командующий войсками Московского военного округа. Поэтому он был снят с этой должности в день ареста Берия 26 июня 1953 года и отправлен в отдалённый округ с явным понижением по службе. Так, с августа 1953 года он служил в Уральском военном округе: заместитель, с 1956 года — первый заместитель командующего войсками округа. С сентября 1960 года — в отставке.
Член КПСС с 1920 года. Кандидат в члены ЦК КПСС в 1952—1956 годах. С 1946 по 1954 годы депутат Верховного Совета СССР.
Жил в Москве. В годы Великой Отечественной войны в «Жилом доме у Покровских ворот»
Автор мемуаров. Похоронен на Новодевичьем кладбище.

## Награды
- 2 ордена Ленина (22.01.1942, 21.02.1945)[8]
- Орден Октябрьской Революции
- 3 ордена Красного Знамени (12.11.1943, 3.11.1944, 20.06.1949)
- 2 ордена Красной Звезды (23.06.1939, 14.02.1941)
- Медаль «В ознаменование 100-летия со дня рождения Владимира Ильича Ленина»
- Медаль «За победу над Германией в Великой Отечественной войне 1941—1945 гг.»
- Юбилейная медаль «Двадцать лет Победы в Великой Отечественной войне 1941—1945 гг.»
- Юбилейная медаль «Тридцать лет Победы в Великой Отечественной войне 1941—1945 гг.»
- Медаль «За оборону Москвы»
- Медаль «Ветеран Вооружённых Сил СССР»
- Юбилейная медаль «XX лет Рабоче-Крестьянской Красной Армии»
- Юбилейная медаль «30 лет Советской Армии и Флота»
- Юбилейная медаль «40 лет Вооружённых Сил СССР»
- Юбилейная медаль «50 лет Вооружённых Сил СССР»
- Юбилейная медаль «60 лет Вооружённых Сил СССР»
- Медаль «В память 800-летия Москвы»
- «Почётный работник ВЧК-ГПУ» (29.08.1936)

## Воинские звания
- Полковник (3.04.1936)
- Комбриг (10.09.1938)
- Комдив (23.06.1939)
- Генерал-лейтенант (4.06.1940)
- Генерал-полковник (22.01.1942)[9]

## Память
- В память о военачальнике в октябре 2017 года названа улица в Москве[10].